# Neoanalthes
Neoanalthes és un gènere d'arnes de la família Crambidae descrit per Yamanaka i Kirpichnikova el 1993.

## Taxonomia
- Neoanalthes abludens Du & Li, 2008
- Neoanalthes contortalis (Hampson, 1900)
- Neoanalthes guangxiensis Du & Li, 2008
- Neoanalthes nebulalis Yamanaka & Kirpichnikova, 1993
- Neoanalthes pseudocontortalis Yamanaka & Kirpichnikova, 1993
- Neoanalthes undatalis Du & Li, 2008
- Neoanalthes variabilis Du & Li, 2008
- Neoanalthes wangi Du & Li, 2008